# ژوزف پتزول
ژوزف پتزول (آلمانی: Josef Maximilian Petzval؛ زاده ۶ ژانویهٔ ۱۸۰۷ درگذشته ۱۹ سپتامبر ۱۸۹۱) یک فیزیک‌دان اهل مجارستان بود.